# Сарманов, Бекзат Казиулы
Бекзат Казиевич Сарманов (родился 26 января 1963 года, в городе Омск, РКФСР ) — Заслуженный строитель Казахстана (2007), Акционер и председатель совета директоров ЭлитстройГрупп с 1999г, Заслуженный тренер по греко-римской борьбе (2004).

## Биография
- Его отец Сарманов Кази.
- Его мать Забира Сарманова.
- Окончил общестроительный факультет Казахской главной архитектурно-строительной академии, специальность - " Промышленное, гражданское строительство и городское хозяйство».
- С 1999 Генеральный директор ЭлитстройГрупп
- С 2007 года Председатель совета директоров ТОО» Элитстройгрупп

## Общественная деятельность
- Президент Казахстанской Ассоциации борьбы (2005-2008; с 2010 года).
- Почетный президент федерации борьбы (с 2010 года).
- Член исполнительного комитета Федерации борьбы РК (с 2010 года)
- Член сенаторского клуба» FILA " (2007)
- Почетный член Градостроительного союза Казахстана (2007).
- Заслуженный тренер по греко-римской борьбе 2004г.

## Награды
- Свидетельство на праздничную медаль в честь 25 летия Независимости Казахстана. 29 ноября 2016. (Президентом РК )
- Почетный знак Динамо 25января 2023г. Генерал полковник полиции –М. Ахметжанов
- Награжден  Памятным Нагрудным знаком  в честь 30 лет Казахстанской полиции от 15.01.2023г. (Министерства  внутренних дел) - Генерал полковник полиции –М. Ахметжанов (
- Орден Слава Казахстана  от 07.11.2013г. №01347- Председатель огрокомитета Национальго рейтинга в РК Хабибрахманова Г.Р
- Медаль  Заслуженного строителя от 30.07.2021г.(02.2021) –Председатель Совета Ергалиев Т.Ф
- Почетный строитель Казахстана №317 от 09.2007
- Орден Курмет от 05.12.2014.
- Орден Парасат от 02.12.2021г.
- Орден за заслуги в Строительстве №007 от 30.07.2014г.- Председатель огрокомитета Национальго рейтинга в РК Хабибрахманова Г.Р
- Присвоено звание Заслуженный тренер РК по греко римской борьбе –Председатель Д.Турлыханов

## Семья
- Женатый. Супруга - Сарманова Нурсулу Калихановна (1962 г.р.).
- Сыновья - Абай (1992 г.р.), Ануар (1993 г.р.). [1]